# Алиду, Фарид
Фари́д Алиду́ (нем. Faride Alidou; род. 18 июля 2001, Гамбург) — немецкий футболист тоголезского происхождения, вингер клуба «Кайзерслаутерн».

## Клубная карьера
Алиду — воспитанник клуба «Гамбург». 16 октября 2021 года в матче против дюссельдорфской «Фортуны» он дебютировал во Второй Бундеслиге. 20 ноября в поединке против «Яна» Фарид забил свой первый гол за «Гамбург». Летом 2022 года Алиду перешёл во франкфуртский «Айнтрахт». подписав контракт на четыре года. 5 августа в матче против мюнхенской «Баварии» он дебютировал в Бундеслиге. 12 октября в поединке Лиги чемпионов против английского «Тоттенхэм Хотспур» Фарид забил свой первый гол за «Айнтрахт». 